# Пичугин, Олег Юрьевич
Олег Юрьевич Пичугин (род. 14 марта 1974, Нижний Тагил, Свердловская область) — российский футболист, тренер.

## Биография
Воспитанник ДЮСШ «Уралец» Нижний Тагил. За команду дебютировал в 1991 году в первенстве второй низшей лиги СССР. Выступал за «Уралец» в первой (1992—1993), второй (1994—1995) и третьей (1996) лигах России. В 1997 году играл за «Иртыш» Тобольск во втором дивизионе. С 1998 года — в «Уралмаше» Екатеринбург, с которым в 2002 году вышел в первый дивизион. В 2003, 2005—2006 в первом дивизионе за команду, переименованную в «Урал», провёл 60 матчей. Профессиональную карьеру завершил в 2007 году в команде второго дивизиона «Нефтехимик» Нижнекамск. Играл в первенстве КФК за «Торпедо» Миасс (2008—2009).
С 2013 года — тренер в молодёжной команде «Урала». В сезоне 2017/18 — главный тренер второй команды в первенстве ПФЛ.
В июле 2019 года стал начальником Спортивной школы по футболу в Уральской футбольной академии.
Тренер екатеринбургских команд «Академия Урал», «Урал-УрФА» и «Жасмин» Михайловск из первенства Свердловской области. В сезоне 2022/23 «Жасмин» провёл один матч в Кубке России, в котором Пичугин был указан главным тренером.